# 威靈頓街
22°16′59″N 114°09′16″E / 22.2831409°N 114.1544369°E
威靈頓街（英語：Wellington Street）是香港中西區的一條知名街道，街道以英國當時鼎鼎大名，使拿破侖兵敗滑鐵盧的威靈頓公爵命名。它鄰近中環寫字樓區的南面，所以此街的業務支援辦公室日常所需，包括文儀器材、裝修物料工具、字畫裝表、燒味西餐、涼茶小吃、街市餸菜、時裝店、花店、美容及理髮店、健身會都有。
威靈頓街有多家著名食肆，例如東段有麥奀雲吞麵世家、沾仔記和鏞記酒家：西段則有著名的舊式茶樓蓮香樓。中外聞名的蘭桂坊則位於威靈頓街東段附近。
威靈頓街與皇后大道中交界處有一地下公廁，至2022年已經有110年歷史。

## 物業發展
2012年11月8日土地註冊處資料顯示，印度船王家族成員以4.5億元購入中環威靈頓街64至66號地下、1至3樓、8、9及11樓及天台。登記買家為 JUBILANT CENTURY LIMITED，公司董事為 CHELLARAM SHAM LOKUMAL 及 CHELLARAM VIKRAM SHAM，為印度船王家族成員。
2013年8月6日據土地註冊處資料顯示，「麻雀館大王」石鑑輝家族7月17日以9,300萬元購入威靈頓街53號全幢，上址現址為一幢六層高商住大廈，樓齡逾40年，總樓面2,952方呎，成交呎價約31,504元，目前地舖月租收入約12萬元。
2014年3月5日市區重建局以7,643.2萬元購入中環威靈頓街118號，上述物業位處其中卑利街及嘉咸街地盤C，料發展為酒店及辦公大樓。

## 圖像

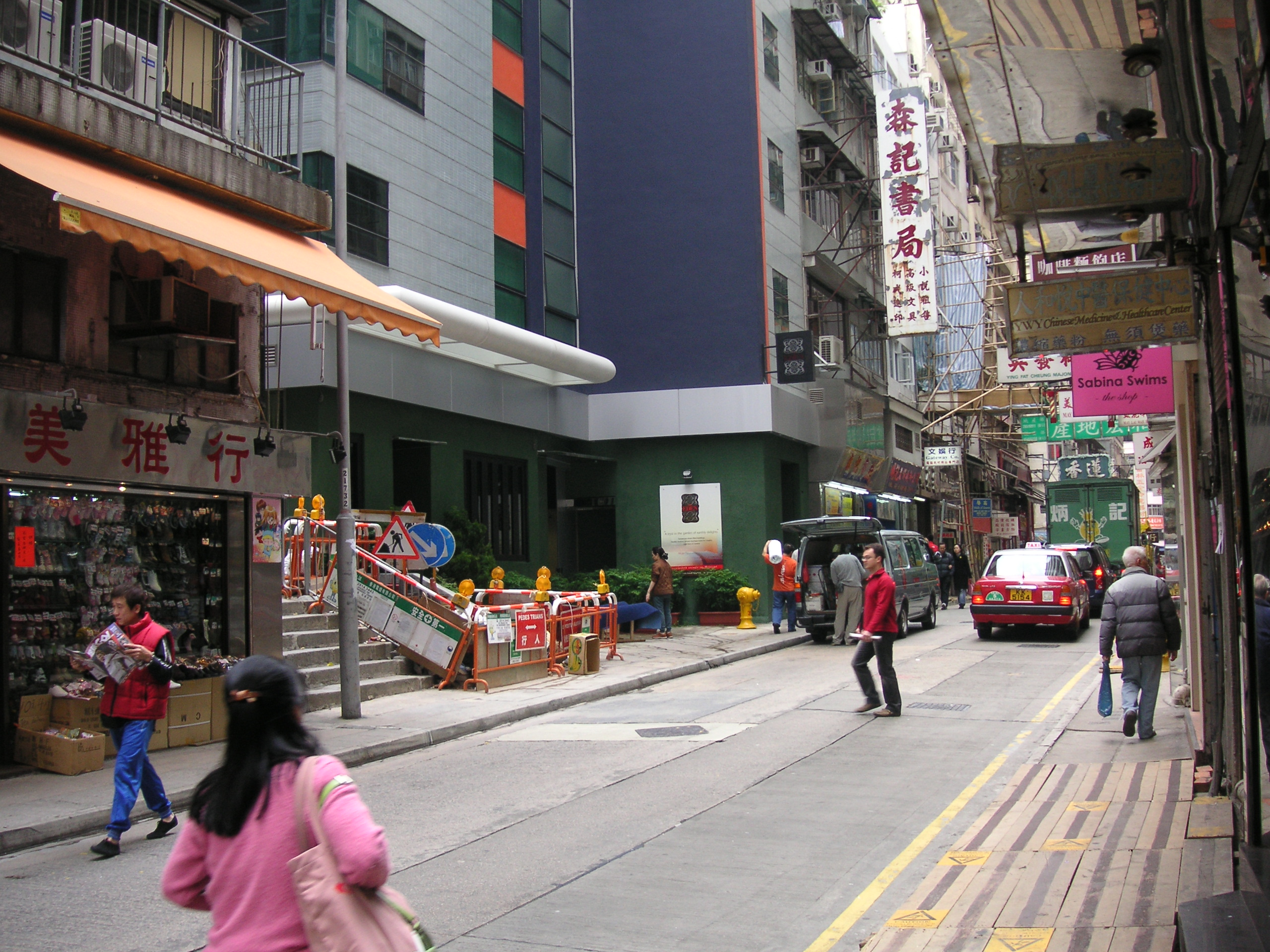
威靈頓街（2006年）
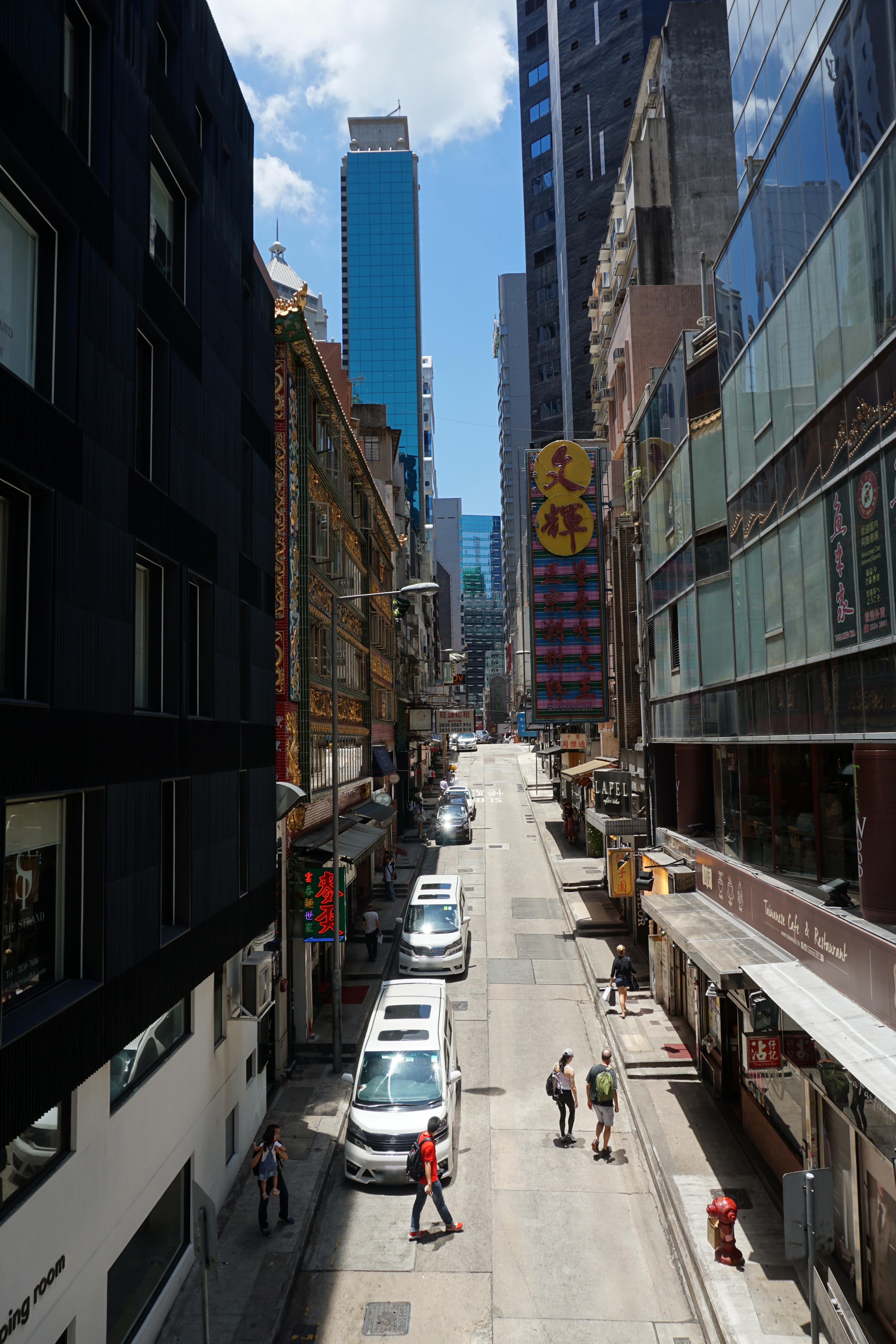
威靈頓街東段
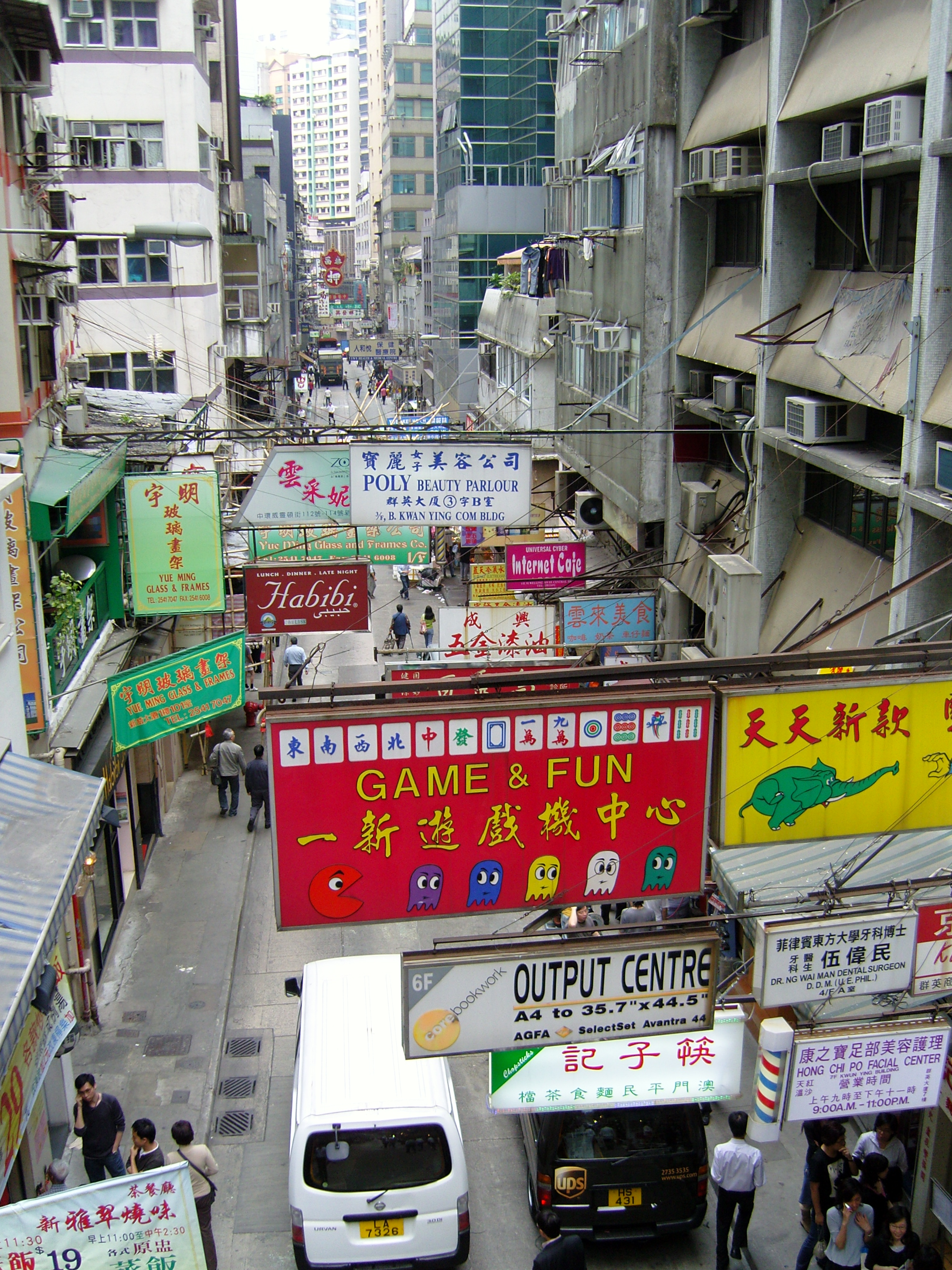
威靈頓街西段（2007年）
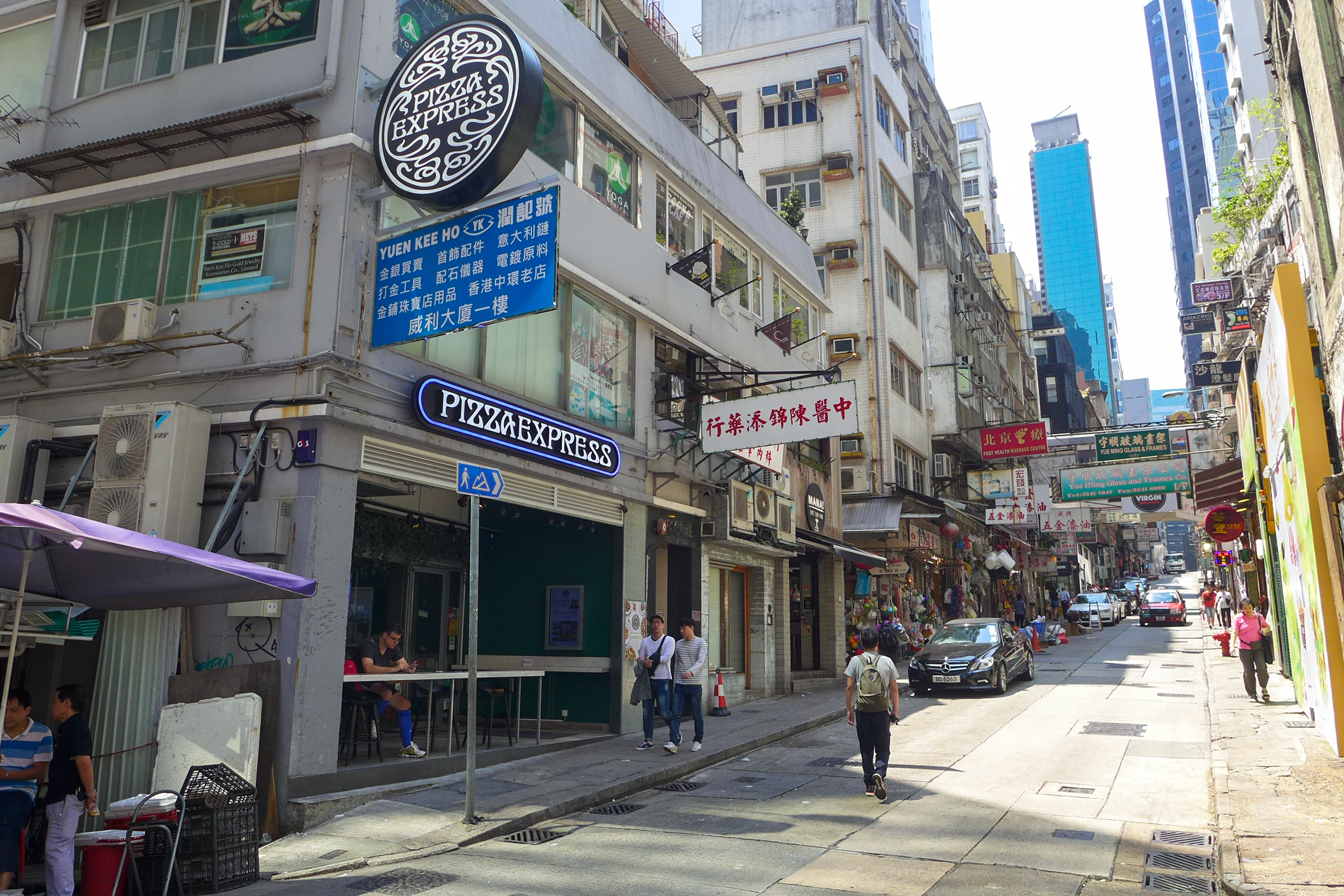
威靈頓街（2017年）
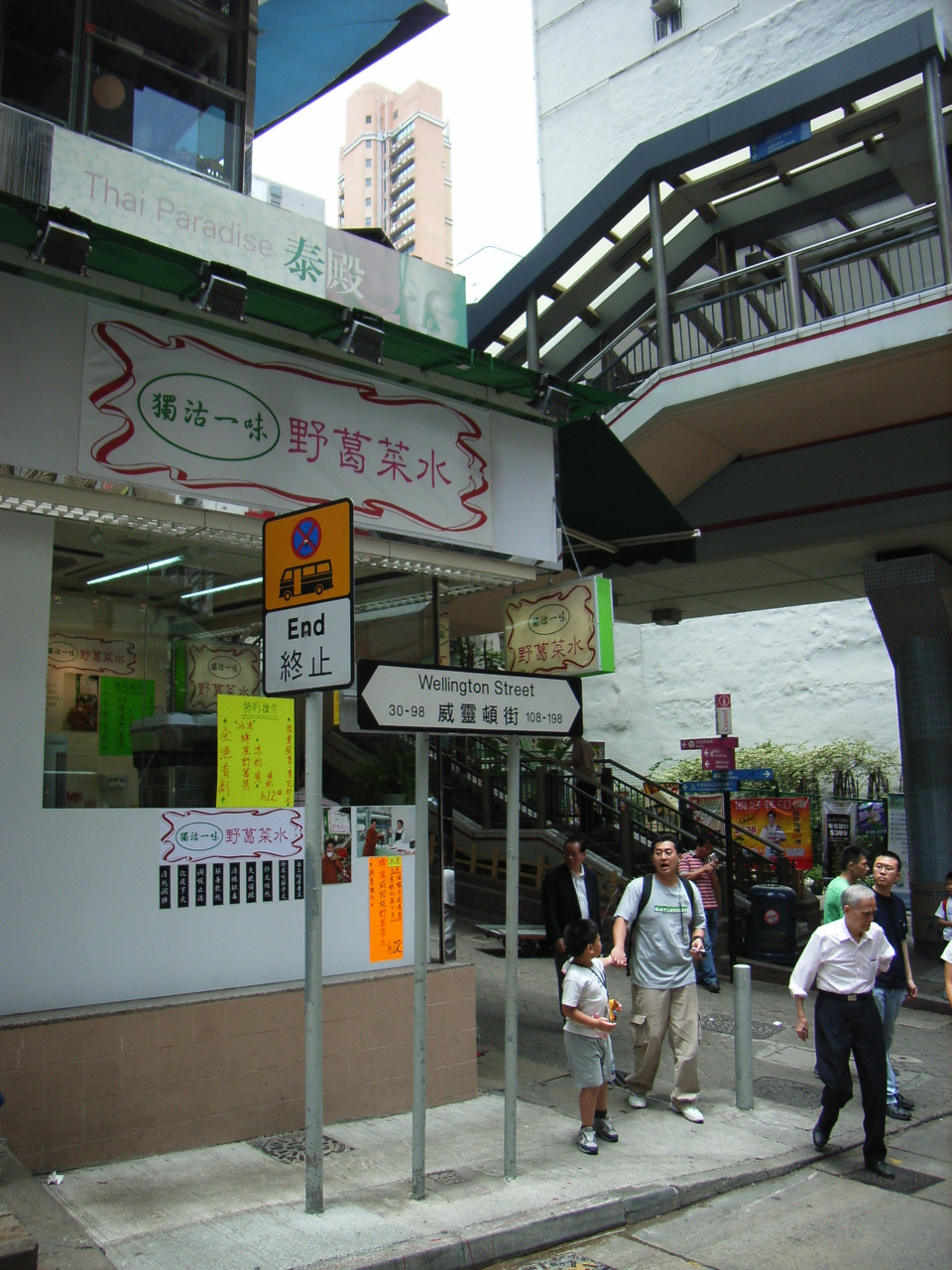
威靈頓街的中間段，背景的為中環至半山自動扶梯系統
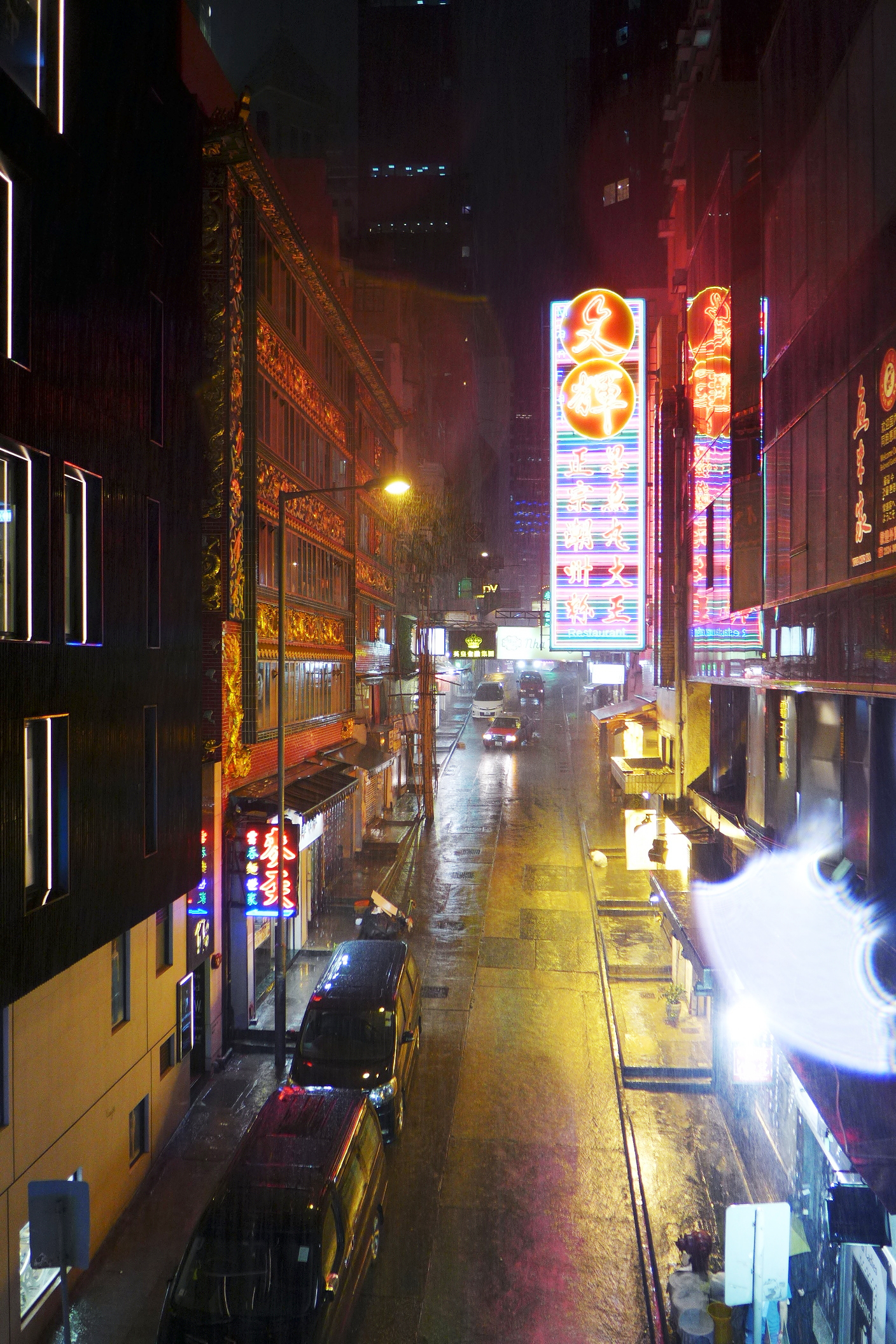
晚上雨下的威靈頓街（2014年）
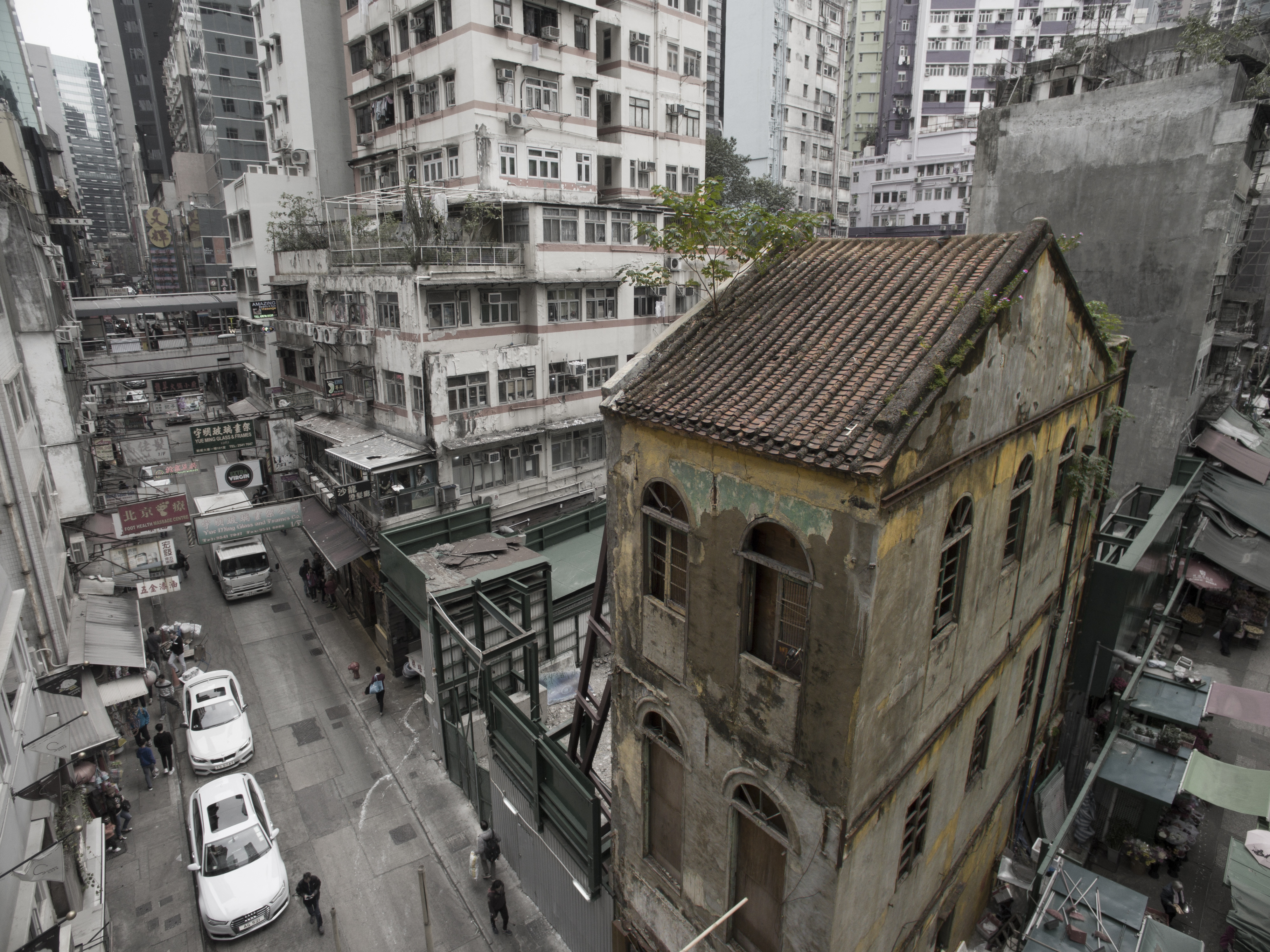
威靈頓街120號永和號舊址
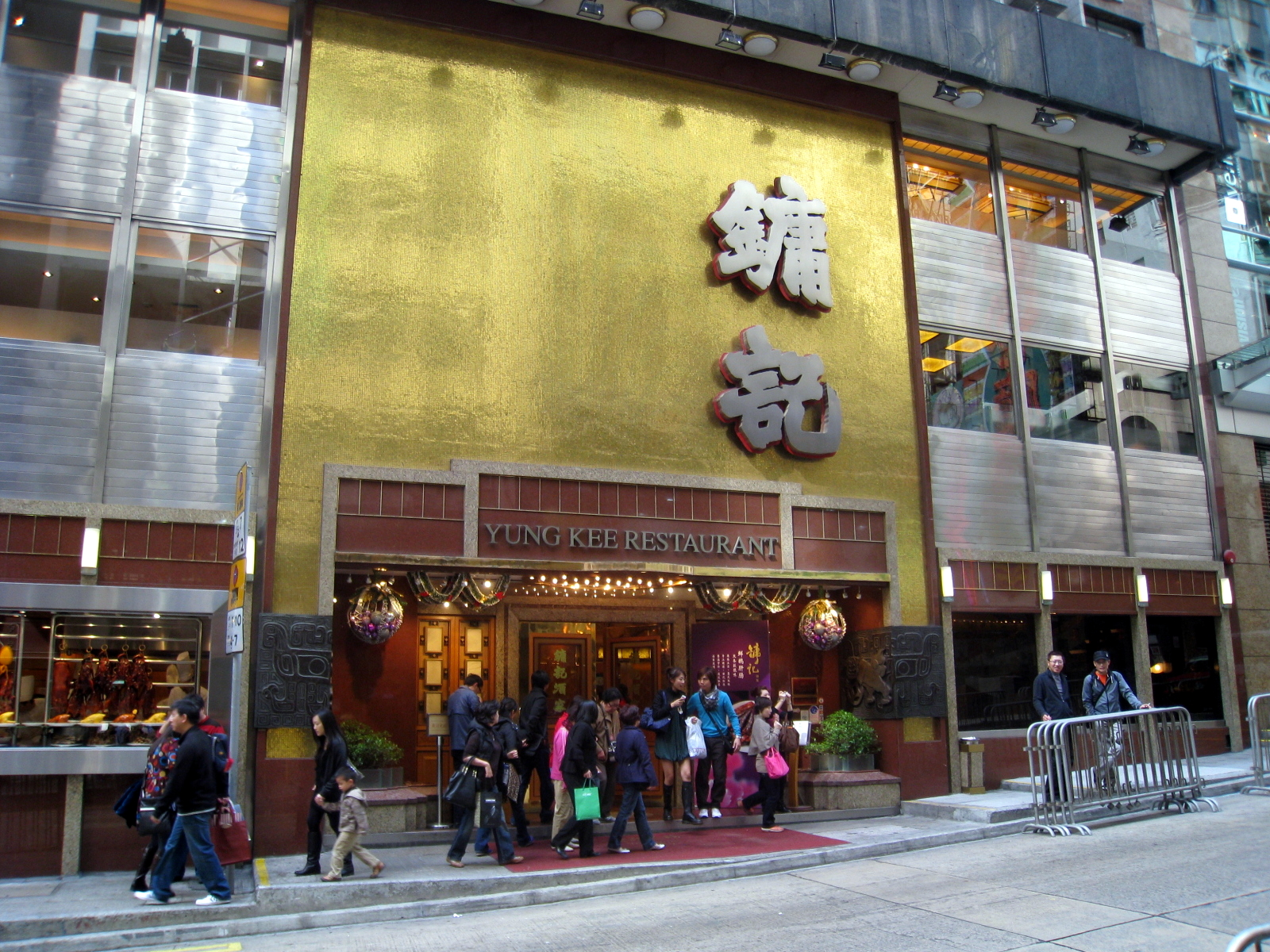
鏞記
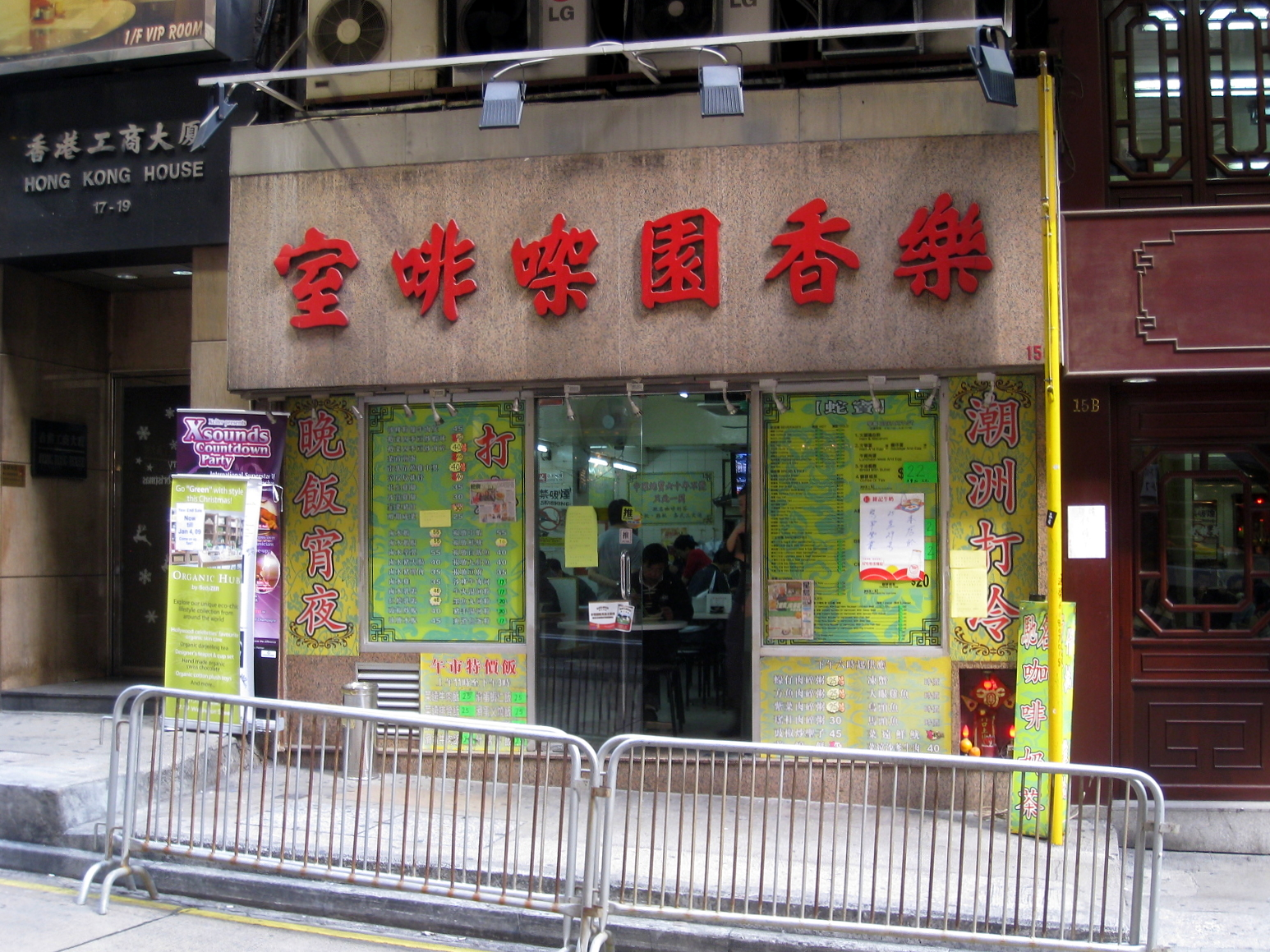
樂香園咖啡室
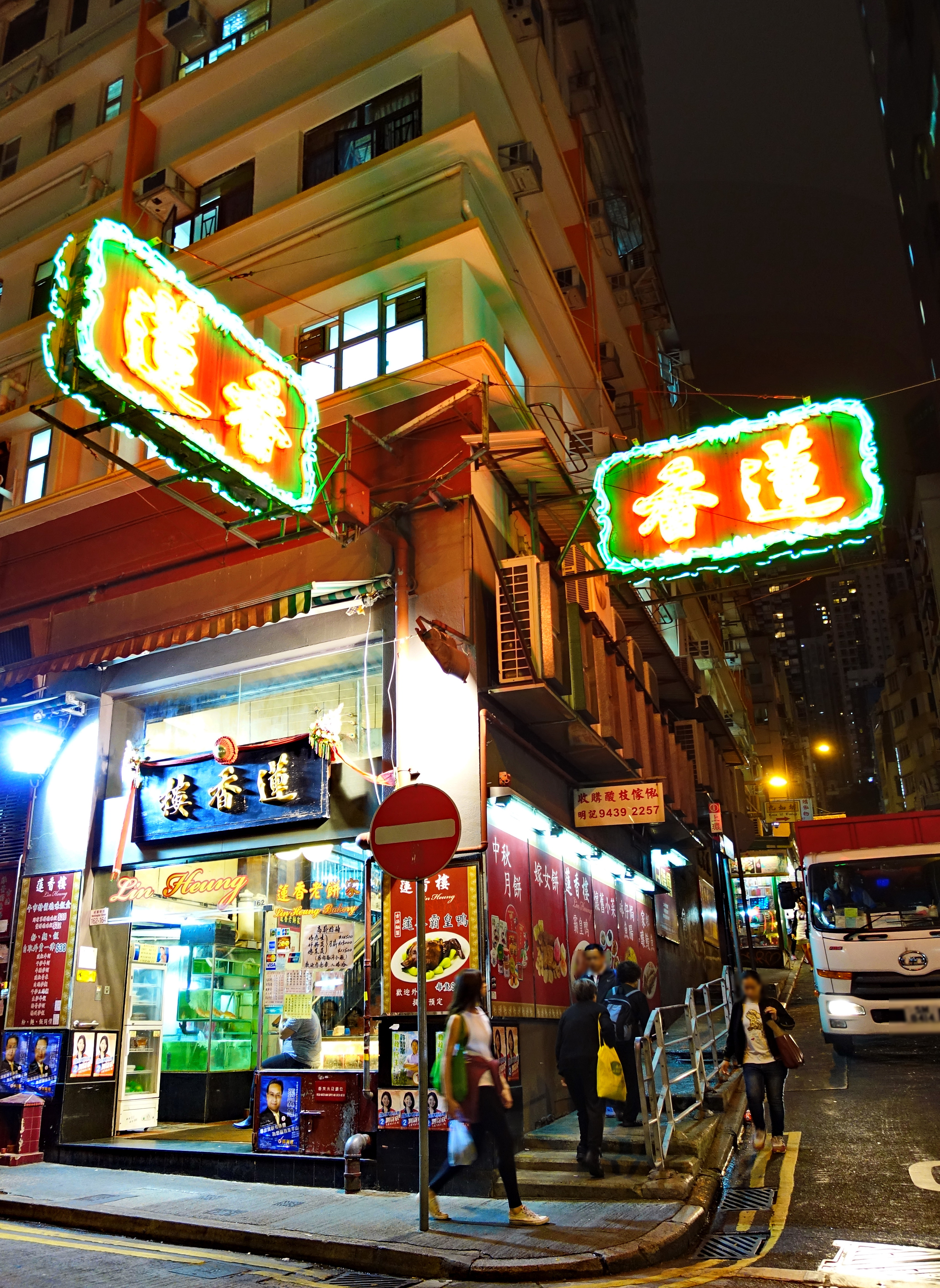
蓮香樓
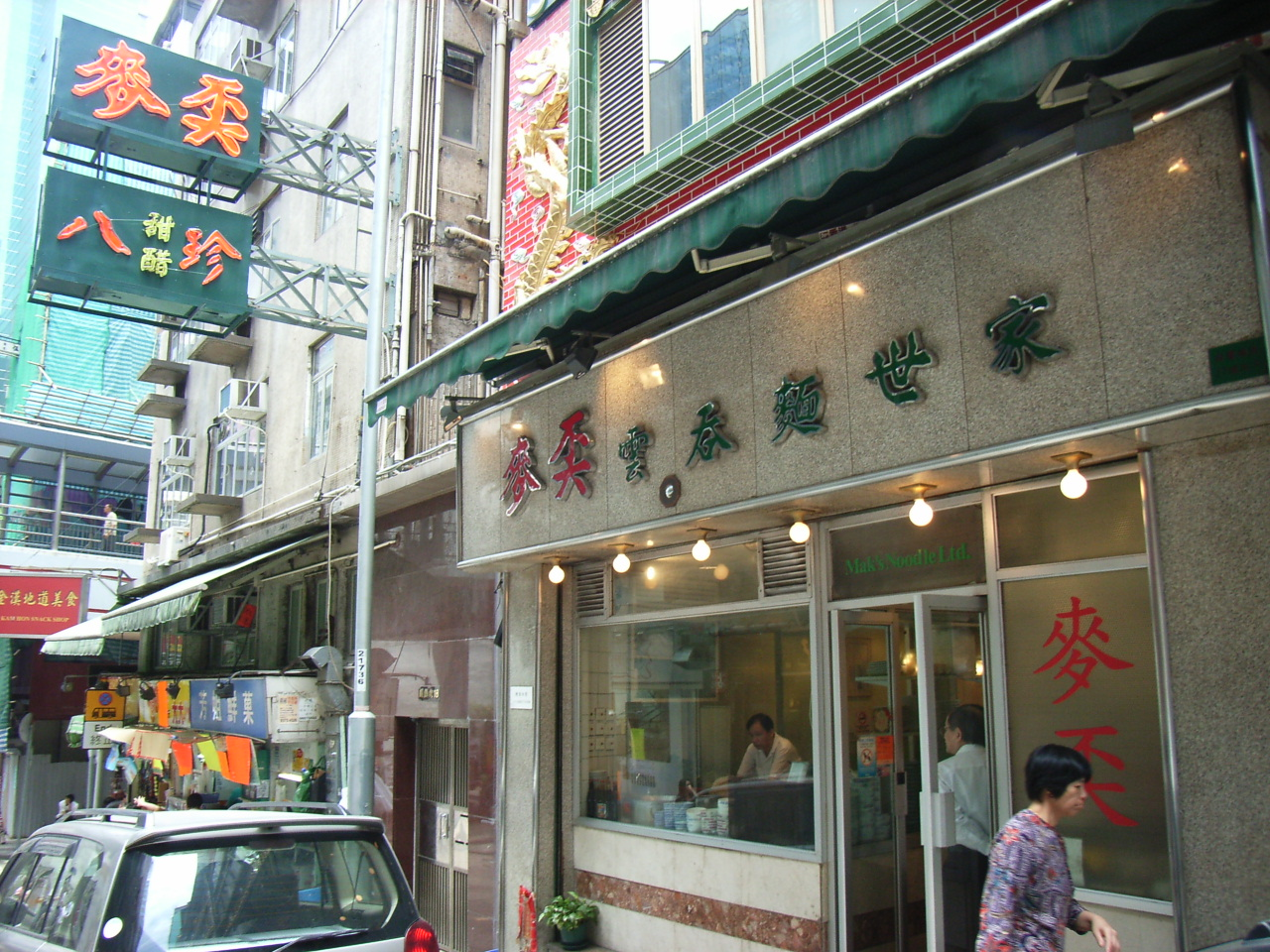
麥奀雲吞麵世家
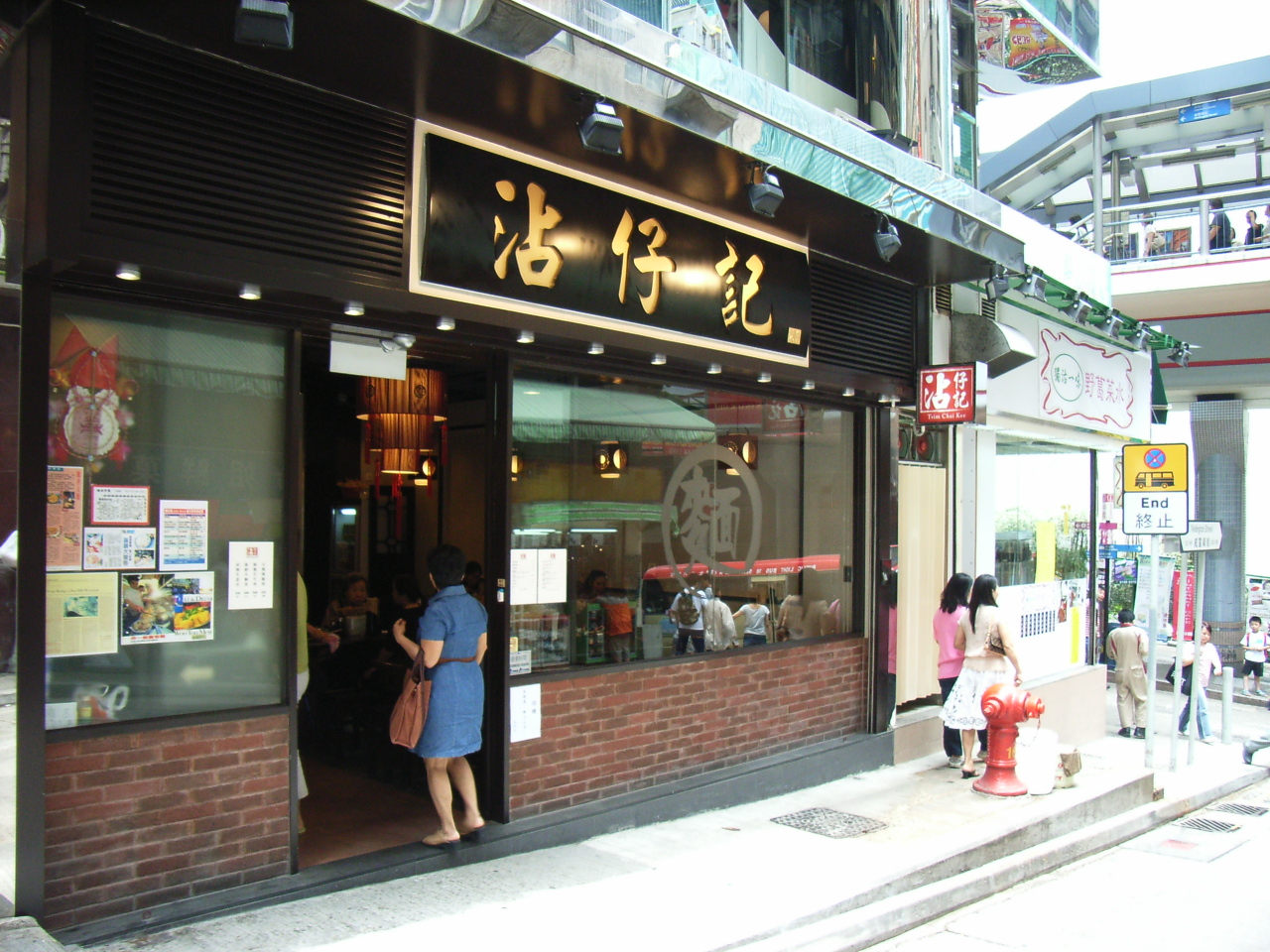
沾仔記
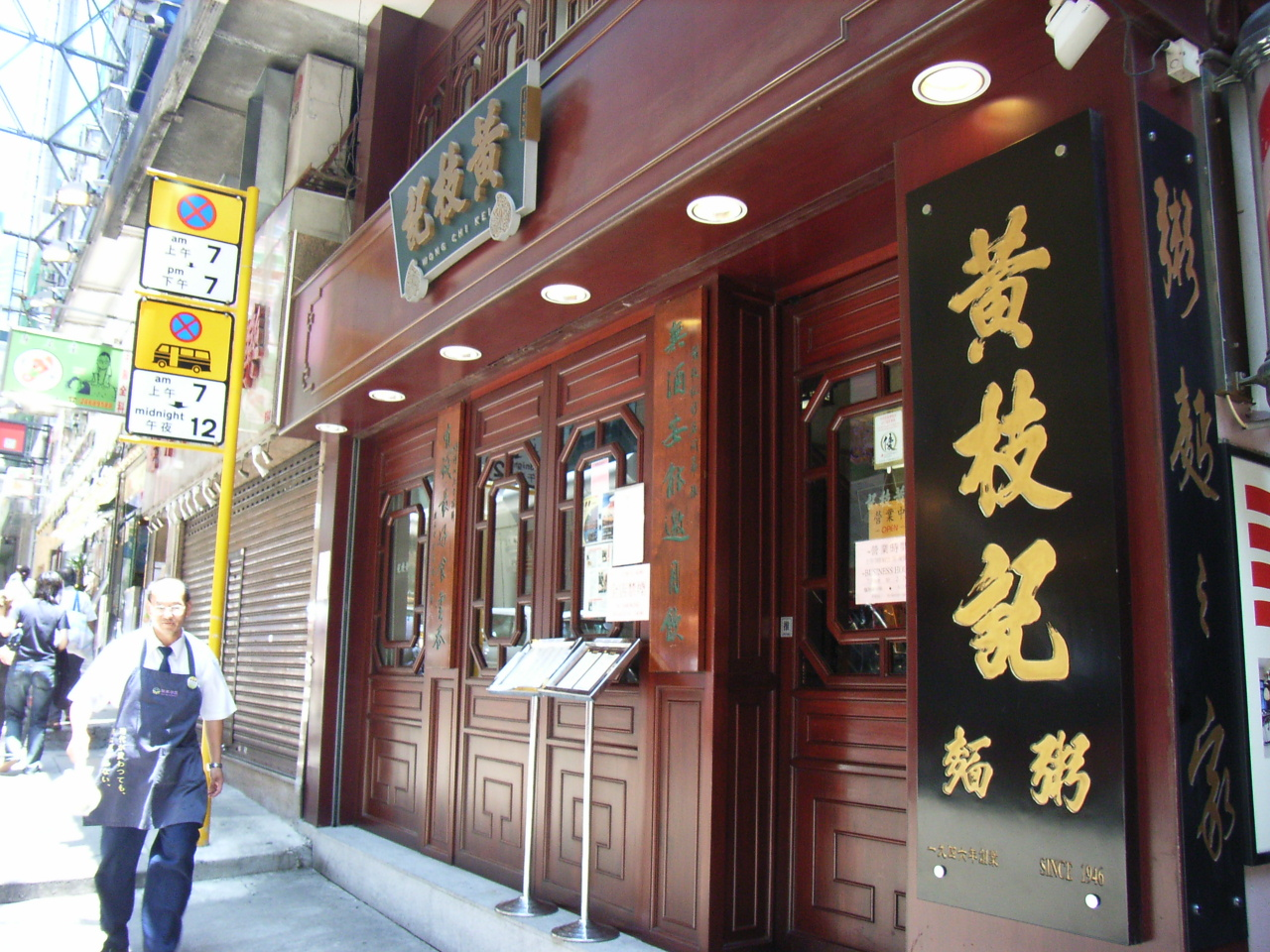
黃枝記粥麵

## 外部連結
维基共享资源上的相關多媒體資源：威靈頓街